# 장징추
장징추(장정초, 중국어 간체자: 张静初, 정체자: 張靜初, 병음: Zhāng Jìngchū, 1977년 2월 2일 ~ )는 중화인민공화국의 배우로 융안 시 푸젠성에서 태어났다. 별명은 제 2의 장쯔이이다.

## 출연 작품

### 영화
| 연도   | 한국제목                  | 중국제목                           | 역할           | 수상                            |
| ------ | ------------------------- | ---------------------------------- | -------------- | ------------------------------- |
| 2000년 | 정의량중천                | 情義兩重天                         | 멩멩 역        |                                 |
| 2003년 | 색밀아적결택              | 索密婭的抉擇                       | 색밀아 역      |                                 |
| 2005년 | 공작                      | 孔雀                               | 여동생 역      |                                 |
| 2005년 | 샹그릴라에서 온 신부      | 花腰新娘                           | 펭메이 역      |                                 |
| 2005년 | 칠검                      | 七劍                               | 리우위팡 역    | 제 25회 홍콩 영화제 여우 조연상 |
| 2005년 | 칠야                      | 七夜                               | 구이 역        |                                 |
| 2006년 | 빨간버스                  | 芳香之旅                           | 리춘팡 역      | 카이로 국제 영화제 여우 주연상  |
| 2006년 | 제이드 워리어             | 玉戰士                             | 핑유 역        |                                 |
| 2007년 | 무간도 IV: 문도           | 門徒                               | 제인 역        | 제 27회 홍콩 영화제 여우 주연상 |
| 2007년 | 러시아워 3                | 尖峰時刻3：巴黎打通關              | 수영 역        |                                 |
| 2008년 | 비스트 스토커             | 証人                               | 안구오민 역    |                                 |
| 2009년 | 붉은 강                   | 紅河                               | 타오 역        |                                 |
| 2009년 | 라베일기                  | 拉貝日記                           | 랑슈 역        |                                 |
| 2009년 | 밤과 안개                 | 天水圍的夜與霧                     | 웡히우링 역    | 제 29회 홍콩 영화제 여우 주연상 |
| 2009년 | 절청풍운                  | 竊聽風雲                           | 만디얌 역      |                                 |
| 2010년 | A면B면                    | A面B面                             | 리우예 역      |                                 |
| 2010년 | 당백호점추향 2            | 唐伯虎點秋香2                      | 퀘이싱 역      |                                 |
| 2010년 | 대지진                    | 唐山大地震                         | 팡덩 / 왕덩 역 |                                 |
| 2010년 | 전성계비                  | 全城戒備                           | 시우화 역      |                                 |
| 2011년 | 수망자: 죄악미도          | 守望者：罪惡迷途                   |                |                                 |
| 2011년 | 만유인력                  | 萬有引力                           | 설련 역        |                                 |
| 2012년 | 취후일야                  | 醉後一夜                           | 동흔 역        |                                 |
| 2013년 | 스위치: 부춘산거도        | 天機：富春山居圖                   | 임우언 역      |                                 |
| 2013년 | 아적영자재분포            | 我的影子在奔跑                     | 전계방 역      |                                 |
| 2013년 | 썸씽 굿                   | 危情黑吃黑                         | 지아젠 역      |                                 |
| 2014년 | 탈궤시대                  | 脫軌時代                           | 허가 역        |                                 |
| 2014년 | 존 라베 - 난징 대학살     | John Rabe                          | 랑슈 역        |                                 |
| 2015년 | 옥전사                    | 玉戰士                             | 조연           |                                 |
| 2015년 | 미션 임파서블: 로그네이션 | Mission: Impossible - Rogue Nation | 로렌 역        |                                 |
| 2016년 | 허니문 호텔 살인사건      | 蜜月酒店杀人事件                   | 주연           |                                 |
| 2017년 | 협도연맹: 도둑들의 전쟁   | 俠盜聯盟                           | 엠버 리        |                                 |
| 2017년 | 미스 퍼프                 | 泡芙小姐                           | 조연           |                                 |
| 2018년 | 무쌍                      | 無雙                               | 조연           |                                 |
| 2019년 | 윙스 오버 에베레스트      | 冰峯暴                             | 샤오다이즈     |                                 |

### 드라마
| 연도   | 한국제목         | 중국제목         | 역할      |
| ------ | ---------------- | ---------------- | --------- |
| 2000년 | 삼소야적검       | 三少爺的劍       | 주천천 역 |
| 2001년 | 니적생명여차다정 | 你的生命如此多情 |           |
| 2001년 | 불회가적남인     | 不回家的男人     |           |
| 2001년 | 애정보전         | 愛情寶典         | 첨숙연 역 |
| 2001년 | 진시황           | 秦始皇           | 민대 역   |
| 2002년 | 영웅             | 英雄             | 엽민 역   |
| 2005년 | 자옥금사         | 紫玉金砂         | 반령옥 역 |
| 2006년 | 남소림           | 南少林           | 이몽린 역 |

## 참조
1. ↑  "장징추의 경우 연예계를 막 데뷔했을 때는 1977년생이라고 밝혔으나~"
2. ↑  제2의 장쯔이 ‘장징추’, 아시아 차세대 톱여배우 《스포츠칸》2010.10.26